# 阿爾弗雷多沙維斯

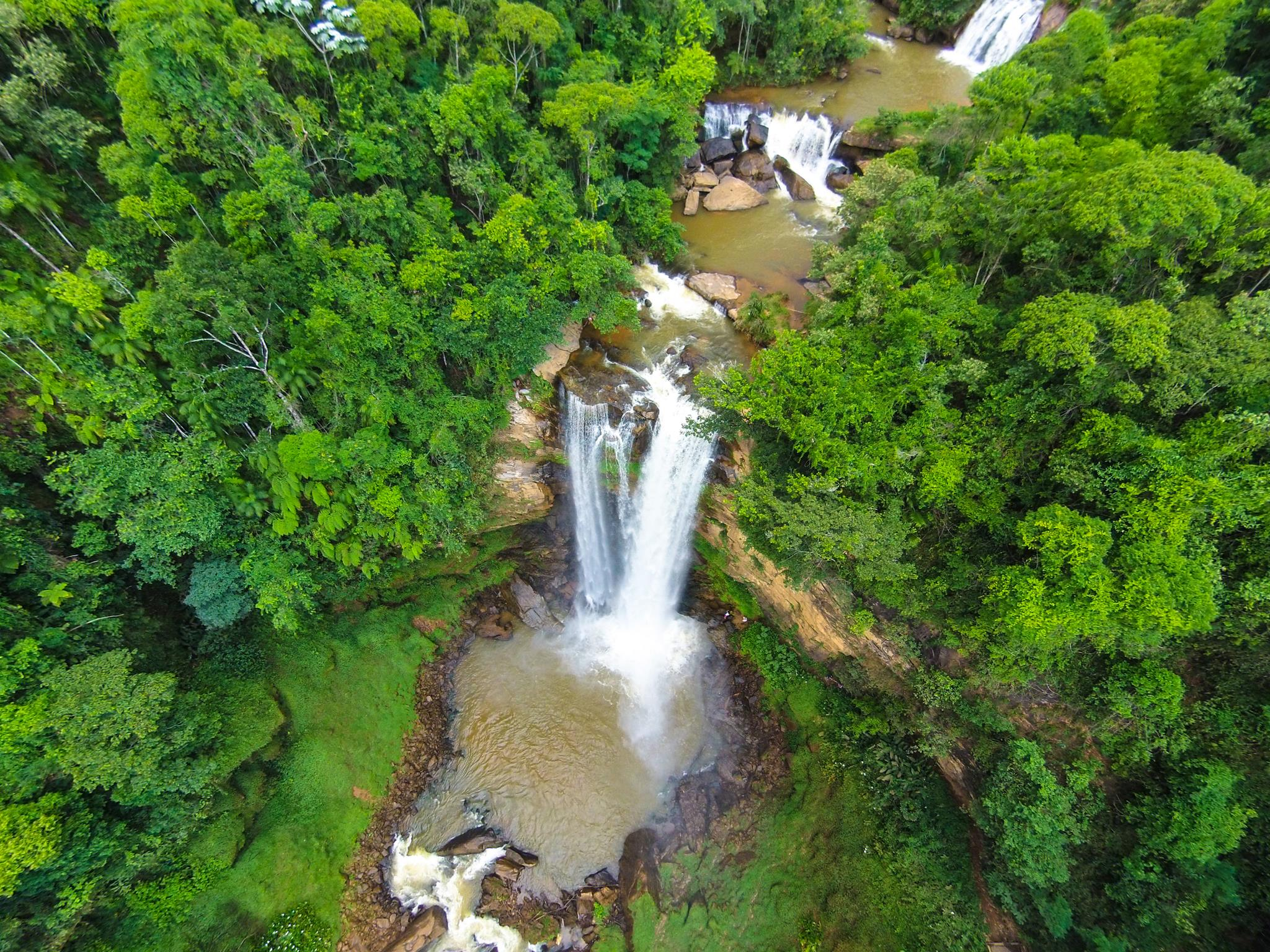
阿爾弗雷多沙維斯

20°38′06″S 40°45′00″W / 20.63500°S 40.75000°W
阿爾弗雷多沙維斯（葡萄牙語：Alfredo Chaves），是巴西的城鎮，位於該國東南部，由聖埃斯皮里圖州負責管轄，始建於1891年1月24日，面積616平方公里，2010年人口13,955，人口密度每平方公里22.66人。